# Gút
Gút település (ukránul: Гут) Ukrajnában, Kárpátalján, a Beregszászi járásban.
1942-ben Nagygút és Kisgút egyesítésével jött létre, akkor még Kétgút (ukránul: Гараздівка) néven. 1995-től nevezik Gútnak.

## Fekvése
Munkácstól délre, a Szernye-patak mellett, Barkaszó és Makkosjánosi közt fekvő település.

## Története
Gútot és környékét már a kelták is lakták, a beregi Szernye-mocsár feletti egyik védett magaslaton fellelt régészeti leletek alapján.
A település a Guthy család szerzett birtoka volt, neve az oklevelekben 1312-ben tűnt fel először egy Csarodán hatalmaskodó nemes: Symon fia Suprun de Guth nevében.
1328-ban a Guthyak a birtokot cserébe adták Pányoki Thurz (dictus) Peteu mesternek Surányért.
1466-ban már említették várát is, mely földvár volt. Kisgút és Nagygút közötti vízzel körülvett szigeten feküdt, a Guthy család birtokaihoz tartozott.
A vár valószínűleg a második tatárjárás, 1566 táján pusztulhatott el, mivel később az oklevelekben már nincs többet említve.
A 18. század végén Vályi András így ír róluk: „GÚT. Kis Gút. Magyar falu Bereg Vármegyében, földes Urai Hunyadi, Bertsényi, Bornemisza Urak, és mások, lakosai reformátusok, határja egyenes, gabona termő, fét fordúlóban sovány, határán makkos erdeje is van, Mukkátson három mértföldnyire eladhattya vagyonnyait, ez is második Osztálybéli.
GÚT. Nagy Gút. Magyar falu Bereg Vármegyében, földes Ura G. Schönborn, lakosai reformátusok, fekszik a’ Kaszonyi kerűletben, gabona termő egyenes földgye, makkos erdeje van, határja sovány, melly két fordúlóra van osztva, vagyonnyait Munkácson három mértföldnyire eladhattya, második Osztálybéli.”
Fényes Elek 1851-ben kiadott geográfiai szótárában így ír a falukról: „Gúth (Kis), magyar falu, Beregh vmegyében, Munkácshoz délre 2 1/2 mfldnyire: 3 r. kath., 12 g. kath., 165 ref. lak. Ref. szentegyház. F. u. Berzsenyi, Hunyady, Leszkay, s m.
Gúth (Nagy) magyar falu, Beregh vmegyében,, az előbbeni helység emllett: 11 gör. kath., 243 ref. lak. Ref. szentegyház. Határok róna, s jó mivelés után szép buzát terem; erdejök makkos; szénájok elég. F. u. gr. Schönborn.”
A trianoni békéig Bereg vármegye Tiszaháti járásához tartozott. Az első világháborút követően a községet a mesterségesen létrehozott Csehszlovákiához csatolták, majd 1938-tól ismét Magyarországhoz tartozott 1944 őszéig, amikor a szovjet csapatok megszállták.
Ennek következtében 1945-ben az Ukrán Szovjet Szocialista Köztársaság, s ezzel együtt a Szovjetunió részévé vált. 1991 óta a független Ukrajna része.

## Nevezetességek
- Református templom
- Az első világháborúban elesettek emlékműve

## Hírességek
- Nagyidai Bersenyi Ignác (1804-1849) táblabíró, nemzetőr százados, a podheringi csata résztvevője

- Nagyidai Bersenyi Árpád (1829-?) honvéd hadnagy

- Nagyidai Bersenyi Antal László (1832-1910) honvéd huszárhadnagy, a bereg megyei Honvédegylet titkára, református egyházkerületi főgondnok

## Testvértelepülés
|              | Ország       | Település   | Megye                  |
| ------------ | ------------ | ----------- | ---------------------- |
| Magyarország | Magyarország | Nagyvarsány | Szabolcs-Szatmár-Bereg |